# Lizzie Broughton
Lizzie Broughton (5 de marzo de 1988) es una deportista británica que compite en piragüismo en la modalidad de aguas tranquilas. Ganó cinco medallas en el Campeonato Mundial de Piragüismo entre los años 2018 y 2021.

## Palmarés internacional
| Campeonato Mundial | Campeonato Mundial          | Campeonato Mundial | Campeonato Mundial |
| Año                | Lugar                       | Medalla            | Competición        |
| ------------------ | --------------------------- | ------------------ | ------------------ |
| 2018               | Montemor-o-Velho (Portugal) | Medalla de oro     | K1 5000 m          |
| 2018               | Montemor-o-Velho (Portugal) | Medalla de plata   | K1 1000 m          |
| 2019               | Szeged (Hungría)            | Medalla de bronce  | K1 1000 m          |
| 2021               | Copenhague (Dinamarca)      | Medalla de plata   | K1 1000 m          |
| 2021               | Copenhague (Dinamarca)      | Medalla de bronce  | K1 5000 m          |